# La casa degli amori particolari
La casa degli amori particolari (Manji) è un film del 1964 diretto da Yasuzō Masumura e sceneggiato da Kaneto Shindō, tratto dal romanzo di Jun'ichirō Tanizaki La croce buddista.

## Trama
Una casalinga annoiata si invaghisce di una giovane modella incontrata a un'accademia privata d'arte e la porta a casa, dando vita a un amore ossessivo, dalle tragiche conseguenze per entrambe e per i rispettivi uomini.

## Accoglienza
Il Morandini descrive il film dicendo "il dramma in Tohoscope per due terzi s'impantana nella torbida materia (che è di Tanizaki, ma senza le sue virtù stilistiche) per virare poi verso una zona mistica che non manca di un fascino crudele".